# Glassford Peak
Glassford Peak je hora v Custer County, ve střední části Idaha.
S nadmořskou výškou 3 536 metrů je druhou nejvyšší horou pohoří Boulder Mountains a devátou nejvyšší horou Idaha s prominencí vyšší než 500 metrů. Glassford Peak leží 5,8 kilometru západně od nejvyššího vrcholu Boulder Mountains Ryan Peak (3 570 m). Hory jsou součástí národního lesa Sawtooth National Forest.